# Clemens Timpler
Clemens Timpler (né en 1563 ou 1564 à Stolpen, mort le 28 février 1624 à Steinfurt) est un philosophe, physicien et théologien allemand. Enseignant au Gymnasium Arnoldinum, il compte, avec Jakob Schegk, parmi les métaphysiciens notables qui s'efforcent de renouveler la scolastique calviniste à l'époque baroque. Il engage notamment un dialogue polémique avec le jésuite Francisco Suárez, lorsque ce dernier introduit la notion d'ens rationis dans le champ de la métaphysique. En effet, il radicalise l'innovation conceptuelle de ce dernier en affirmant que c'est l'intelligibilité qui détermine l'objet de cette discipline, ce qui va à l'encontre de toute la tradition aristotélicienne. Dans son ouvrage Metaphysicae systema methodicum, il développe une théorie de l'être originale, subdivisant l'existence et la durée en attributs relatifs et absolus, s'intéressant avec précision à l'angéologie et à la théologie naturelle, par différence avec les autres réformés. Ses thèses suscitent cependant de vives controverses et ne rencontrent qu'un écho limité dans le temps.

## Publications
- Metaphysicae systema methodicum. Steinfurt, 1604